# Abra pilsbryi
Abra pilsbryi is een tweekleppigensoort uit de familie van de Semelidae. De wetenschappelijke naam van de soort werd in 1912 gepubliceerd door Dautzenberg.